# Salam (Mali)
Salam è un comune rurale del Mali facente parte del circondario di Timbuctù, nella regione omonima.